# La Neuville-sur-Oudeuil
 La Neuville-sur-Oudeuil  es una comuna y población de Francia, en la región de Picardía, departamento de Oise, en el distrito de Beauvais y cantón de Marseille-en-Beauvaisis.
Su población en el censo de 1999 era de 283 habitantes.
Está integrada en la Communauté de communes de la Picardie Verte .

## Demografía
| 223 | 213 | 237 | 273 | 270 | 283 |
| Para los censos de 1962 a 1999 la población legal corresponde a la población sin duplicidades (Fuente: INSEE [Consultar]) |     |     |     |     |     |